# Nevídaní akademikové
Nevídaní akademikové (v anglickém originále Unseen Academicals) je humoristický fantasy román britského spisovatele Terryho Pratchetta, celkově v pořadí 37. z cyklu Úžasná Zeměplocha.
Příběh popisuje snahu arcikancléře Vzoromila Výsměška vytvořit z mágů Neviditelné univerzity tým s Knihovníkem v bráně, aby bez použití magie vyhráli zápas v místní verzi fotbalu, což je podmínka pro získání dědictví jedné bohaté rodiny. Román kromě toho uvádí některé podrobnosti ze života a práce sloužících na univerzitě (především z kuchyně) a uvádí nové postavy, včetně Haštala Nejspíše, chlapce z ulice s velkým talentem v kopání do plechovek, Gustýny Motýlokvěté, kuchařky, která umí dělat výborné koláče, Julie Stolipné, prostoduché, ale krásné mladé dívky, která touží se stát nejlepší modelkou na světě, a pana Sráže, kultivovaného, záhadného a idealistického učence.